# Zinzendorfschulen
Die Zinzendorfschulen in Königsfeld im Schwarzwald gehören zu den größten staatlich anerkannten Privatschulen mit Internat in Baden-Württemberg.
Der Name leitet sich von Nikolaus Ludwig von Zinzendorf ab, dem Gründer der Herrnhuter Brüdergemeine. In zehn verschiedenen Schularten sind Abschlüsse von der Fachschulreife bzw. Mittleren Reife bis zur allgemeinen Hochschulreife und verschiedene berufsbildende Abschlüsse möglich.

## Geschichte
Die Geschichte der Schule und des Ortes sind eng miteinander verbunden. Königsfeld entstand 1806 als Siedlung der Herrnhuter Brüdergemeine. Im Jahr 1809 wurde das heutige Erdmuth-Dorotheen-Haus als „Mädchenanstalt“ gegründet, 1813 folgte die Gründung der „Knabenanstalt“.

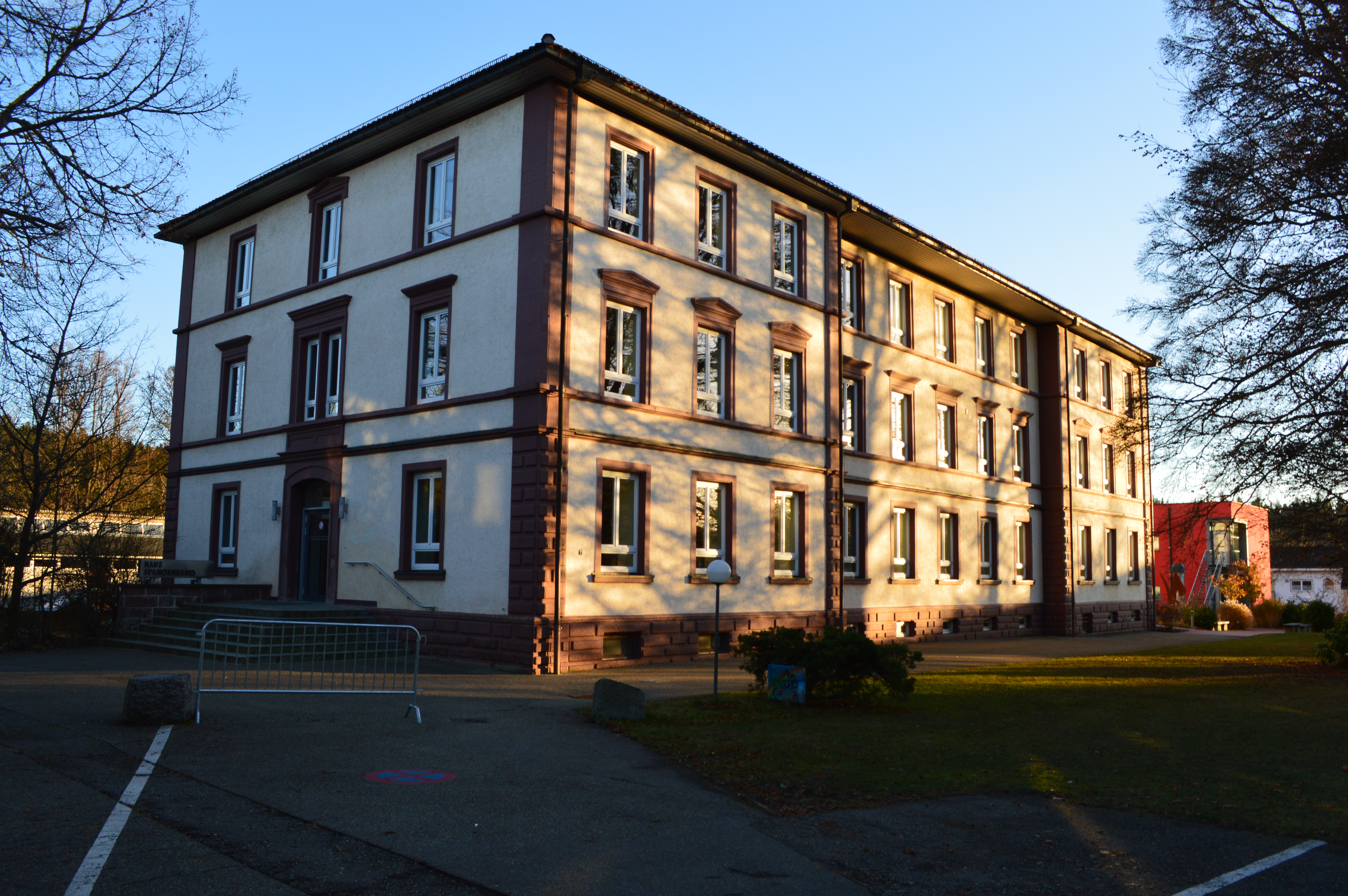
Ehemalige Knabenanstalt „KA“, Haus Spangenberg

Im weiteren Verlauf wurden neue Schulzweige gegründet:
- 1836: „Mädchenstube im Schwesternhaus“; für Mädchen, die nach der Schulzeit Nähen, Bügeln, Kochen und Backen lernen sollten. Bald kamen allgemeinbildende Fächer hinzu: Deutsch, Rechnen und Musik. Französisch und Englisch konnten die Schülerinnen fakultativ erlernen.[1]
- 1905: Haushaltungsschule mit Lehrküche im Erdmuth-Dorotheen-Haus auf Anregung der Großherzogin Luise von Baden[1]
- 1940: Der Schule wird die staatliche Anerkennung erteilt.[1]
- 1943: Die Mädchenanstalt wird aufgelöst, weil sich Schulleiter und Kollegium der drohenden Verstaatlichung nicht unterwerfen wollen. Ab Herbst werden Jungen und Mädchen gemeinsam unterrichtet.[1]
- 1946: Die Haushaltungsschule wird wiedereröffnet und bleibt bis 1968 bestehen.[1]
- 1949: Nach dem Besuch der Frauenfachklasse I und II können die Schülerinnen sich als Hauswirtschaftsleiterin prüfen oder zur Berufsschullehrerin weiterbilden lassen. Dieser Schulzweig läuft bis 1972.[1]
- 1964: einjährige Berufsfachschule für Kinderpflege, sie existierte bis zum Sommer 2012[1]
- 1967: Haushalts- und Ernährungswissenschaftliches Gymnasium (Klasse 11 bis 13), dieser Schulzweig lief 1991 aus[1]
- 1970: zweijährige Berufsfachschule Hauswirtschaft und Ernährung[1]
- 1973: Fachschule für Sozialpädagogik (Ausbildung zum/zur Erzieher/-in)[1]
- 1974: Zinzendorf-Realschule[1]
- 1989: Wirtschaftsgymnasium[1]
- 1992: Sozial- und gesundheitswissenschaftliches Gymnasium (Profil Soziales), zunächst unter dem Namen sozialpädagogisches Gymnasium[1]
- 2013: Fachschule für Sozialwesen (Ausbildung zum/zur Jugend- und Heimerzieher/-in)[1]

## Schule und Pädagogisches Konzept
Schulträger des christlichen Schulwerks ist die Europäisch-Festländische Provinz der Brüderunität, auch Herrnhuter Brüdergemeine genannt, die als evangelische Freikirche Mitglied der evangelischen Kirche in Deutschland ist. Diese unterhält in Tossens eine weitere Zinzendorfschule.

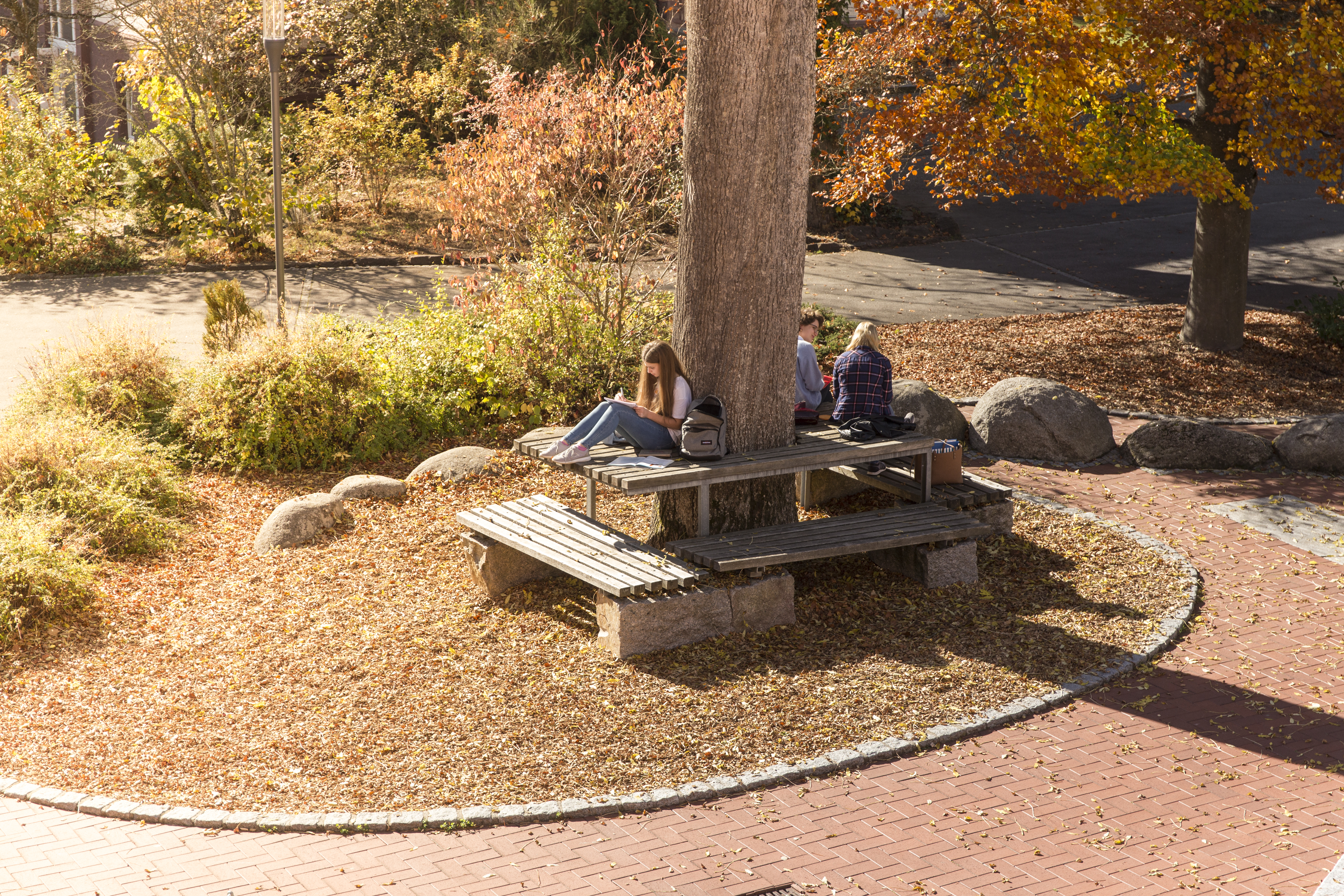
Blick auf den Schulhof

Die Schul- und Funktionsgebäude befinden sich auf einem Campus, der zentral im Ort Königsfeld liegt. Die Namensgebung der Gebäude erfolgte in Anlehnung an besondere Persönlichkeiten, die das Schulwerk und das Leitbild der Schulen prägten, darunter Johann Amos Comenius, Friedrich Renatus Früauf, Erdmuthe Dorothea von Zinzendorf, Renatus von Zinzendorf, Jan Hus, Henriette Catharina von Gersdorff und August Gottlieb Spangenberg.
Das pädagogische Konzept der Zinzendorfschulen beruft sich auf christliche Werte, die Schule will Durchlässigkeit im Bildungssystem. Zitiert wird der Leitspruch von Johann Amos Comenius, die Schule solle „in einer gelösten Unterrichtsatmosphäre zur Entwicklung der besten Anlagen führen und eine Werkstätte der Menschlichkeit sein.“ Die Zinzendorfschulen engagieren sich bei sozialen Projekten, zum Beispiel als Partner der Kindernothilfe. Es finden  Veranstaltungen zu sozialen und weltpolitischen Themen statt, in denen sich Schüler in sozialen Projekten wie „Eine-Welt-Laden“ oder „Action!Kidz“ engagieren.

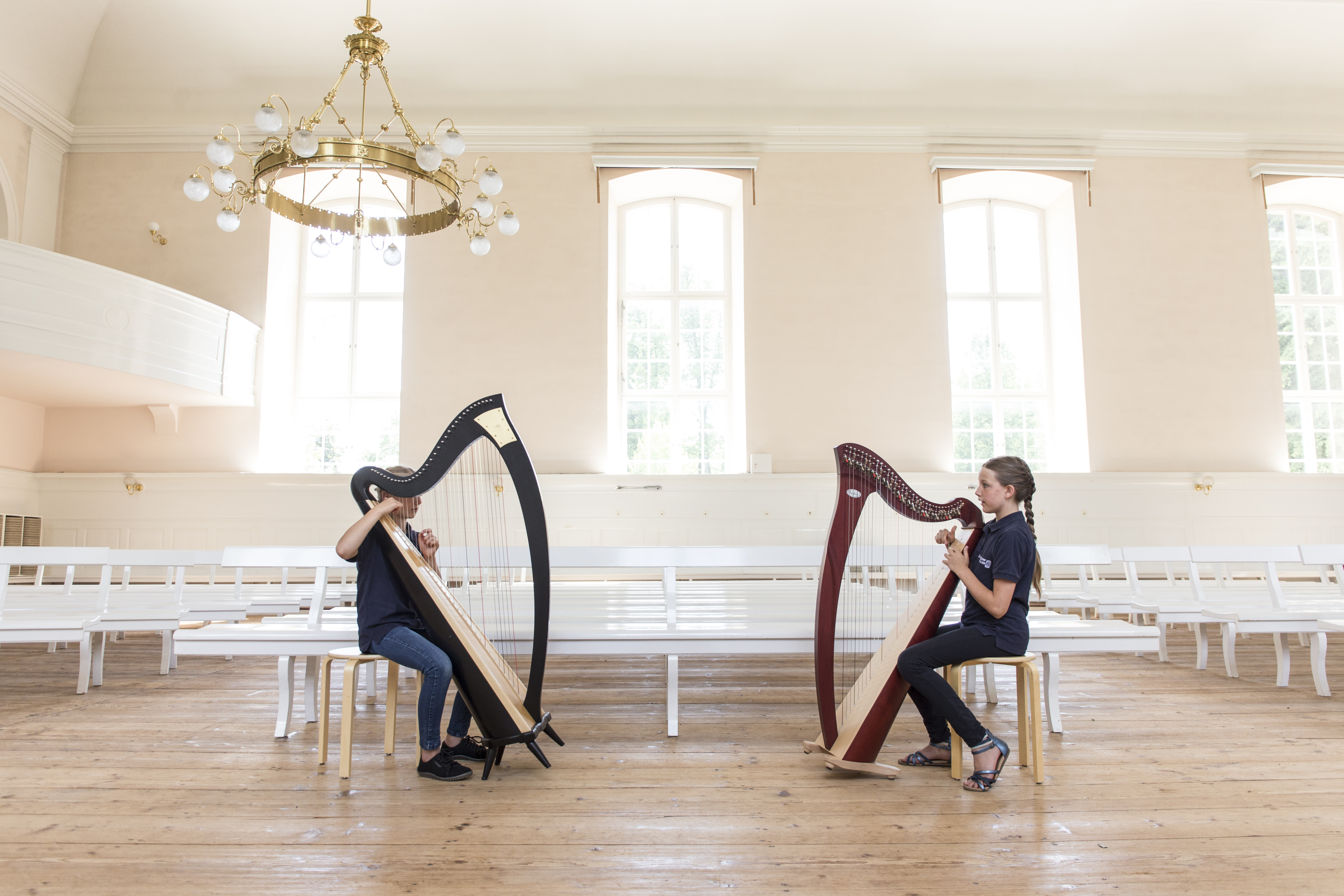
Musik im Kirchensaal

Neben dem regulären Musikunterricht können die Schüler an einem Chor, einer Jazz-Band oder einem Orchester teilnehmen. Die Teilnahme am Unterstufenorchester oder Chor ist in Klassen 5 und 6 verpflichtend. Es stehen verschiedene Instrumente und Räume zum Üben oder für Konzerte zur Verfügung. Als einzige Schule in der Region kann in der Mittelstufe das Profil „Kunst und Mediengestaltung“ gewählt werden. In der Oberstufe können die Schüler Bildende Kunst als Hauptfach weiterführen. Die theaterpädagogische Arbeit findet innerhalb von Theater-AGs und im regulären Unterricht statt. Daneben wird Rhetorikunterricht angeboten. In der Oberstufe der Gymnasien steht das Fach Literatur und Theater zur Wahl.

## Schulzweige
Die Zinzendorfschulen unterrichten in allen Schulzweigen nach den baden-württembergischen Bildungsplänen. Die Abschlussprüfungen sind staatlich anerkannt. Die verschiedenen Zweige der Zinzendorfschulen sind durchlässig.
Zur Schule gehört ein Internat, das aus zwei Häusern für etwa 70 Schüler der Klassen 5 bis 13 aller Schularten besteht. Daneben besteht ein Tagesinternat für Schüler der Unter- und Mittelstufe nach Unterrichtsende, wo die Schüler zusammen mit den Bewohnern des Vollzeitinternats den Lerncampus besuchen.
- Gymnasien: Sowohl über das achtjährige Gymnasium (G8) als auch über das neunjährige Gymnasium (G9) kann die Allgemeine Hochschulreife (Abitur) erlangt werden. Das allgemeinbildende Gymnasium (G8 bilingual/G9) bietet die Wahl zwischen einem naturwissenschaftlichen, einem sprachlichen und einem künstlerischen Profil. Die beruflichen Gymnasien stehen in der sozialwissenschaftlichen (SG) und wirtschaftswissenschaftlichen Richtung (WG) zur Verfügung.[4]

- Mittlerer Bildungsabschluss: Ein mittlerer Bildungsabschluss kann an der Realschule erworben werden, an der 2-jährigen Berufsfachschule (mit den Profilen Hauswirtschaft und Ernährung oder Wirtschaft) gelangt man zur Fachschulreife.[5]

- Berufsbildende Schulen: Die Fachschulen für Sozialpädagogik und Sozialwesen bauen auf dem einjährigen Berufskolleg für Sozialpädagogik auf. Sie ermöglichen die Ausbildung zum staatlich anerkannten Erzieher bzw. Jugend- und Heimerzieher. Zusätzlicher Unterricht in Mathematik ermöglicht den gleichzeitigen Erwerb der Fachhochschulreife. Besondere Gewichtung erhält in Königsfeld die religionspädagogische und musische Ausbildung.[6]

## Personen

### Ehemalige Schüler
- Erdmut Bramke, Malerin
- Peter Heinrich, Professor für Psychologie
- Wilhelm von Hillern-Flinsch, expressionistischer Maler und Grafiker
- Kurt Holl, Lehrer
- Rainer Langhans (Abitur 1960), Mitglied der Kommune I, Autor und Schauspieler[7]
- Hugo Leicht, Landtagsabgeordneter und Staatssekretär
- Jürgen Martens, Bundestagsabgeordneter und ehemaliger sächsischer Justizminister.[8]
- Meret Oppenheim, Künstlerin und Lyrikerin
- Georg von Rauch, Anarchist
- Werner Schwarzwälder, Journalist
- Markus Tomczyk, Schauspieler

### Ehemalige Lehrer
- Herman Anders Krüger, Literaturwissenschaftler und thüringischer Politiker
- Walter Bau, Geologe, Paläontologe und Zoologe
- Ernst-Arved Senft (1844–1903), Bischof der Evangelischen Brüder-Unität